# Грејсвил (Алабама)
Грејсвил (енгл. Graysville) град је у америчкој савезној држави Алабама. По попису становништва из 2010. у њему је живело 2.165 становника.

## Демографија
Према попису становништва из 2010. у граду је живело 2.165 становника, што је 179 (7,6%) становника мање него 2000. године.
| Група             | 2000.         | 2010.         |
| Белци             | 1.759 (75,0%) | 1.575 (72,7%) |
| Афроамериканци    | 542 (23,1%)   | 511 (23,6%)   |
| Азијати           | 8 (0,3%)      | 4 (0,2%)      |
| Хиспаноамериканци | 11 (0,5%)     | 37 (1,7%)     |
| Укупно            | 2.344         | 2.165         |